# Matthias Lutz-Bachmann
Matthias Lutz-Bachmann (* 1952 in Frankfurt am Main) ist ein deutscher Philosoph und Professor.
Er ist Inhaber einer Professur für Philosophie unter besonderer Berücksichtigung der Philosophie des Mittelalters, der praktischen Philosophie und der Religionsphilosophie am Institut für Philosophie der Johann Wolfgang Goethe-Universität Frankfurt am Main sowie Adjunct Professor of Philosophy am Department of Philosophy der Saint Louis University in St. Louis (Graduate Faculty). Von 2007 bis 2009 war Lutz-Bachmann Dekan des Fachbereichs Philosophie und Geschichtswissenschaften der Universität Frankfurt. Von März 2009 bis März 2015 war er zudem Vizepräsident der Stiftungsuniversität.

## Leben
Lutz-Bachmann begann seine wissenschaftliche Ausbildung mit dem Studium der Fächer Philosophie, Katholische Theologie, Politikwissenschaft und Geschichte an den Universitäten Frankfurt und Münster sowie an der Philosophisch-Theologischen Hochschule Sankt Georgen. 1981 promovierte er mit der Dissertation Geschichte und Subjekt. Zum Begriff der Geschichtsphilosophie bei Kant und Marx bei Alfred Schmidt an der Goethe-Universität Frankfurt zum Dr. phil. und 1984 mit der Dissertation Das Verhältnis von Philosophie und Theologie in den Opuscula Sacra des A.M.S. Boethius zum Dr. theol. bei Herbert Vorgrimler an der Westfälischen Wilhelms-Universität Münster. 1987 habilitierte sich Lutz-Bachmann an der Universität Münster mit einer Arbeit zur Religionsphilosophie Max Horkheimers. Von 1989 bis 1994 war er Professor am Fachbereich Philosophie und Sozialwissenschaften der Freien Universität Berlin.
Er lehrt und forscht seit 1994 am Institut für Philosophie der Universität Frankfurt mit den Schwerpunkten der Philosophie des Mittelalters, der Praktischen Philosophie unter besonderer Berücksichtigung der Politischen Philosophie, der Religionsphilosophie und der Kritischen Theorie.
In den Jahren 1992, 1994, 1996, 1999 sowie 2002 lehrte Lutz-Bachmann als James Collins Visiting Professor am Department of Philosophy der Saint Louis University. Seit 2002 ist er dort Adjunct Professor of Philosophy.
Lutz-Bachmann erhielt 2003 einen Ruf an die Universität Tübingen sowie einen Ruf an die Washington University in St. Louis und 2006 einen Ruf an die Universität Bonn.
Ferner war er von 2004 bis 2008 gewähltes Mitglied im Fachkollegium Philosophie der Deutschen Forschungsgemeinschaft (DFG). Er ist seit 2006 Leiter des Sektion Philosophie der Görres-Gesellschaft.
Von März 2009 bis März 2015 war Lutz-Bachmann Vizepräsident der Johann Wolfgang Goethe-Universität in Frankfurt am Main mit besonderer Zuständigkeit für Forschung und für die Geistes- und Kulturwissenschaften. In seine Amtszeit fallen der Aufbau des Forschungskollegs Humanwissenschaften zu einem "Institute for Advanced Studies" der Goethe-Universität, die Gründung des Zentrums für Islamische Studien, die Gründung des Forschungszentrums für Historische Geisteswissenschaften sowie die Ansiedlung des Institut Français d’Histoire en Allemagne (jetzt Institut Franco-Allemand de Sciences Historiques et Sociales) an der Goethe-Universität.
Er ist Initiator und (Mit)herausgeber der wissenschaftlichen Buchreihen: Politische Philosophie und Rechtstheorie des Mittelalters und der Neuzeit (PPR) im frommann-holzboog Verlag, Stuttgart; Herders Bibliothek der Philosophie des Mittelalters (HBPhMA) im Verlag Herder, Freiburg; Religion in der Moderne im Echter Verlag; Kosmopolis im Alber Verlag, Freiburg, der online-Quellensammlung Die Schule von Salamanca. Eine digitale Quellensammlung und ein Wörterbuch ihrer juristisch-politischen Sprache der Akademie der Wissenschaften und der Literatur, Mainz, sowie Mitherausgeber einer der führenden Zeitschriften im Fach Philosophie, des Philosophischen Jahrbuchs im Verlag Karl Alber, Freiburg / München.
Seit 2012 ist Lutz-Bachmann Direktor des Forschungskollegs Humanwissenschaften der Goethe-Universität mit Sitz in Bad Homburg. Seit 2017 leitet er gemeinsam mit Enrico Schleiff die Johanna Quandt Akademie zur Förderung des weltweit besten wissenschaftlichen Nachwuchses durch besondere Stipendien an der Goethe-Universität. Ebenfalls 2017 erhielt er gemeinsam mit Volker Mosbrugger den Hessischen Kulturpreis für besondere Leistungen in Kunst, Wissenschaft und Kulturvermittlung.

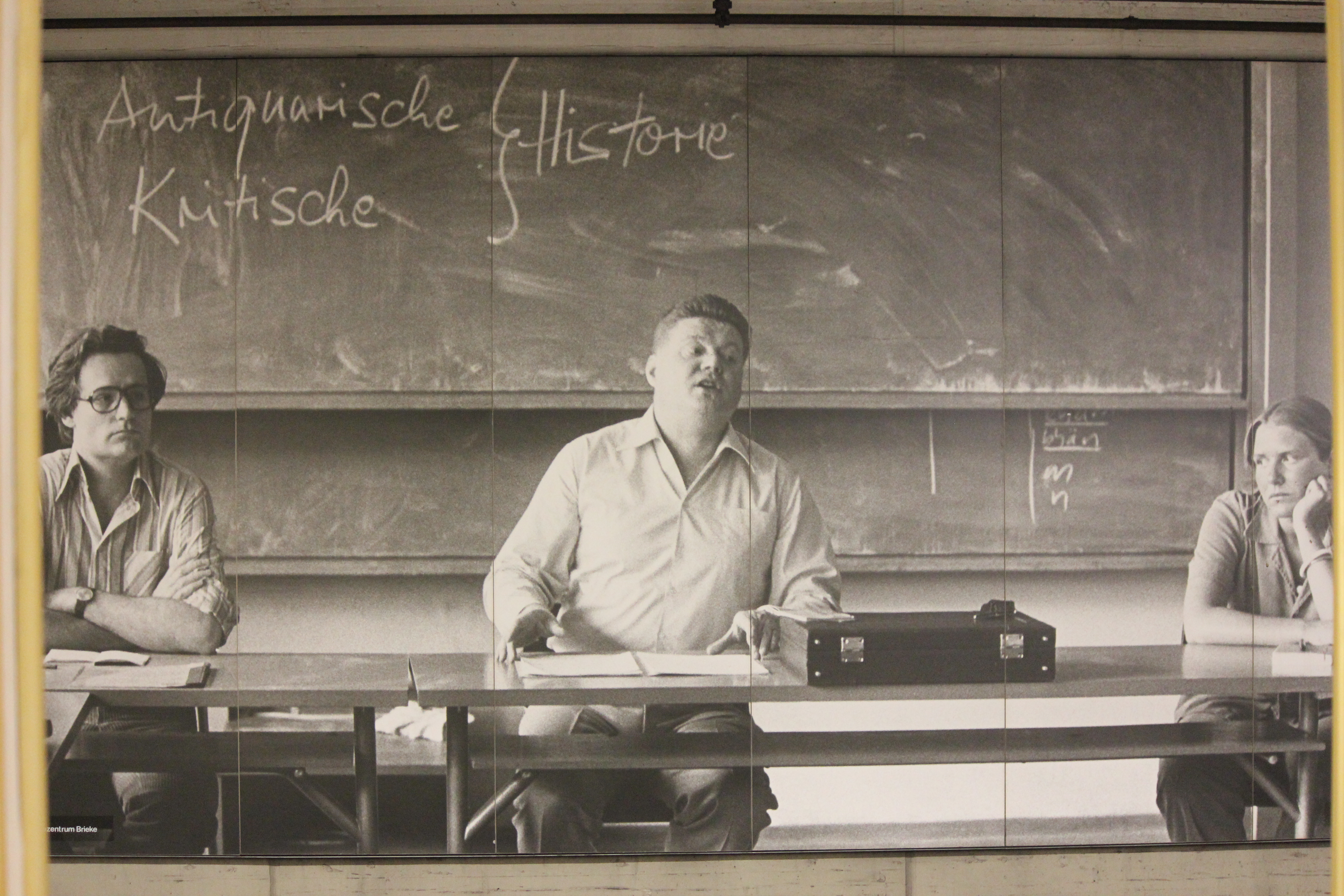
Großphotographie von Matthias Lutz-Bachmann (zur Linken von Alfred Schmidt) in der Frankfurter U-Bahn-Station Bockenheimer Warte.

## Trivia
In der U-Bahn-Station Bockenheimer Warte nahe Campus Bockenheim ist er (gemeinsam mit Alfred Schmidt) auf einem der Wandbilder von Barbara Klemm aus den 1980er Jahren abgebildet.